# Ганаш (десерт)
Гана́ш (ганаж, от фр. ganache) — крем из шоколада и свежих сливок, используемый в качестве начинки для конфет и пирожных, а также для украшения десертов. Может быть ароматизирован пряностями, фруктами, кофе, алкоголем.
Ганаш был придуман в кондитерской Maison Siraudin Поля Сироде́на в 1860 году. Существует также версия о его швейцарском происхождении. Наконец, распространена легенда, согласно которой ганаш возник случайно, благодаря оплошности юного парижского кондитера, пролившего горячее молоко в чан с шоколадом.
Другая версия говорит, что ганаш, или крем-ганаш, первоначально был разновидностью шоколадного трюфеля, представлен парижской кондитерской Maison Siraudin в 1862 году и впервые задокументирован в 1869 году. Он был назван в честь популярной комедии-водевиля Викторьена Сарду Les Ganaches («Чурбаны», 1862).
В зависимости от вида используемого шоколада и цели приготовления ганаша варьируется и температура, при которой он будет подан. Пропорции шоколада и сливок изменяют, исходя из желаемой консистенции. Как правило, две трети шоколада к одной трети сливок используют для декора тортов или в качестве основы для изготовления шоколадных трюфелей, в то время как пропорция один к одному используется в качестве глазури. Охлаждённый ганаш можно взбить и увеличить в объёме, что даст более густую текстуру. Однако если его охлаждать слишком долго, то взбить будет уже невозможно и он может взяться коркой. Другой вариант использования ганаша — вылить в форму и поставить в прохладное место. После остывания его можно вынуть из формы и нарезать так же, как паштет.
Ганаш можно подать и с фруктами (клубникой или виноградом), а можно и заморозить.

## Галерея
- Торт поливают ганашем
- Фадж, покрытый ганашем
- Шоколадный торт с глазурью из ганаша
- Видео приготовления ганаша